# История денежного обращения в Корее

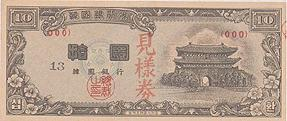
Южнокорейский хван — историческая валюта Кореи

Денежное обращение в Корее известно со времён династии Корё (918—1392), когда в обращении впервые появились монеты, отчеканенные из железа. Одновременно с ними в обращении находились китайские монеты, а также в качестве денег использовались зерно и ткани.
Медная монета на корейском полуострове не использовалась до начала периода Чосон. Банкноты чжеохва, изготовленные из стандартизованной бумаги, стали первыми бумажными деньгами и использовались в таком качестве вплоть до начала XVI века. С XVII и до конца XIX века монеты, номинированные в мунах, являлись наиболее распространённой валютой.

## История
Первые свидетельства о корейских деньгах относятся к III веку до н. э., когда в обращении появились монеты государств Янь и Кочосон. Долгое время в качестве валюты использовалось зерно. Первые железные и медные монеты появились в Корее на 15 год (996 год) правления Сонджона. При Сукчоне в 1097—1107 года действовала денежная система на основе литых монет. Основную часть валюты составляли железные монеты, монеты из других металлов: меди, серебра — имели ограниченное обращение.

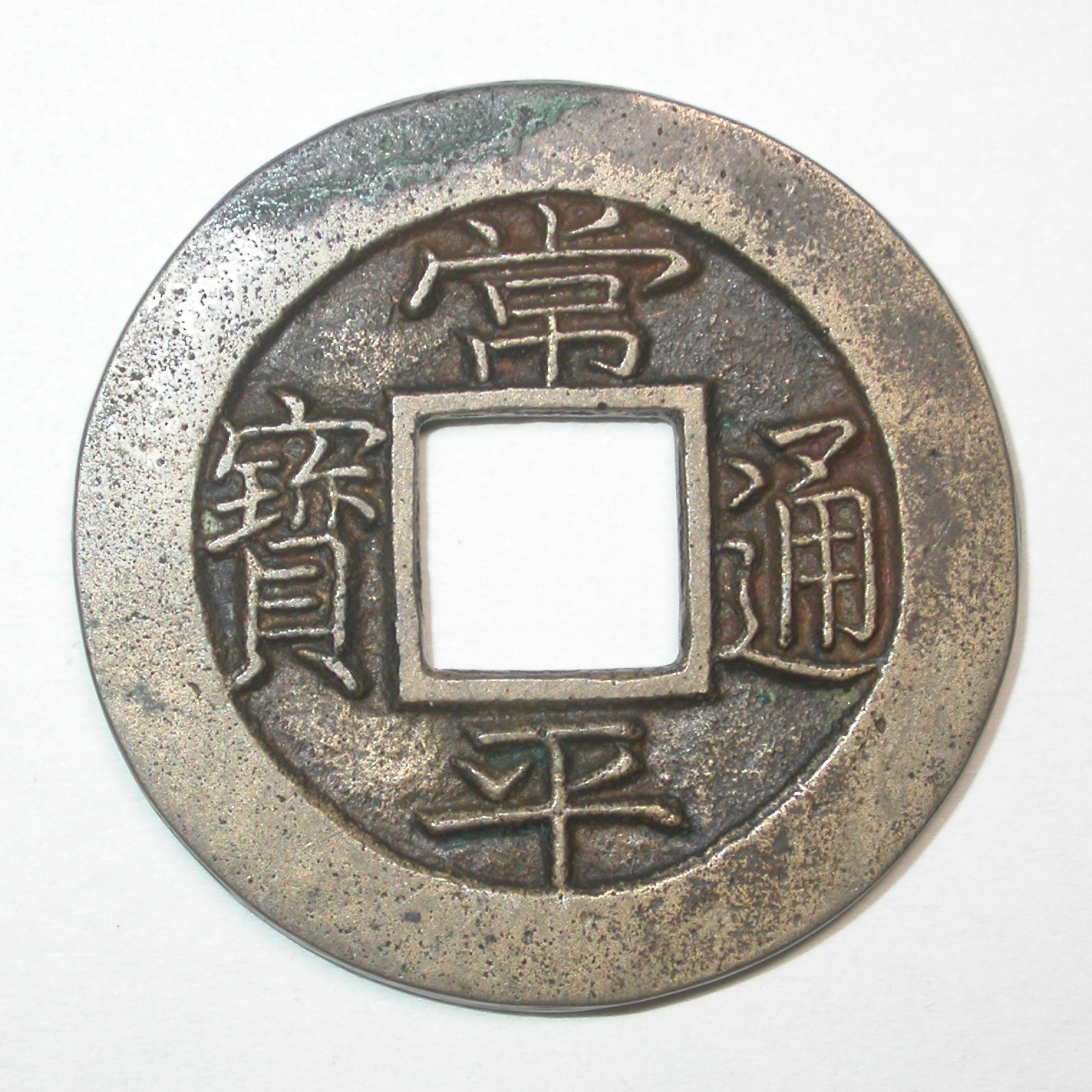
Корейский мун

В 1392 году Корё прекратило существование, и было основано государство Чосон. Король Тхэджо, основатель новой династии, сделал несколько попыток реформировать денежную систему, но успеха не добился. Тхэджо, в частности, организовал собственную чеканку монет взамен их ввоза из Китая, а когда новые деньги не получили признания, пытался ввести им на замену бумажные деньги — чжеохва (저화/楮貨), изготовленные из стандартизованной бумаги. Металлические — бронзовые — монеты вновь начали изготавливаться только в 1423 году во время правления Седжона. На них наносилась надпись 朝鮮通寶 («чосон тонбо» — «деньги Чосона»). Однако и они не снискали популярность. Распространение получили только монеты, появившиеся в XVII веке. Их чеканили на 24 монетных дворах, разбросанных по территории Корейского полуострова. Эти деньги стали основной системы товарообмена. В 1633 году основной монетой Кореи стал мун, бронзовые и медные монеты получили номиналы в мунах. Мун занимал доминирующее положение до 1892 года, когда его сменил янг. Янг стал первой валютой, использовавшей десятеричную систему: один янг был равен 100 фунам. Однако обращение янга продолжалось недолго.
В 1902 году в качестве официальной валюты была введена вона. Она заменила янг, причём 1 вона равнялась 5 янгам. В 1909 году был основан Тёсэн-банк, а уже через год, в 1910, полуостров аннексировала Япония. В колонии в качестве валюты была введена иена, заменившая вону. После разделения Кореи и признания в 1948 году Республики Кореи, вона была восстановлена в качестве официальной валюты. Южнокорейская вона получила деление на 100 чонов. Тёсэн-банк произвёл эмиссию новых денег, на этот раз исключительно в форме банкнот.
Вскоре Республика Корея получила новую денежную единицу — хван, равный 100 вонам. Хван изначально также был эмитирован только в виде банкнот, но затем в обращение поступили и монеты. После этого в 1962 году вона снова стала основной денежной единицей Республики Корея. При повторном введении 1 новую вону обменивали на 10 старых хванов, а 125 вон первоначально приравняли 1 доллару США. До 1997 года, когда началась свободная котировка валюты на мировом рынке, вона сохраняла привязку к доллару.

КНДР после разделения полуострова в течение двух лет продолжала использовать корейскую йену. 6 декабря 1947 года был основан Центральный банк КНДР, после чего в обращение поступила северокорейская вона, равная по курсу советскому рублю. В феврале 1959 была проведена её деноминация по курсу 1 к 100.
В последующие годы вона испытывала девальвацию соответственно девальвации рубля.
С 1978 по 2001 годы правительство КНДР поддерживало неизменный курс 2,16 вон за 1 доллар США, однако инфляция понизила стоимость северокорейской воны до уровня южнокорейской воны. На чёрном рынке сохраняется курс доллара выше официального.